# Ribera Baixa
Ribera Baixa Spanyolországban, Valencia Valencia tartományában található comarca. Ribera Baixa Horta Sud, Ribera Alta, Safor és Comarca de València comarcákkal határos. Lakosainak száma 83 779 fő (2024).

## Önkormányzatai
- Albalat de la Ribera
- Almussafes
- Benicull de Xúquer
- Corbera
- Cullera
- Favara, Valencia
- Fortaleny
- Llaurí
- Polinyà de Xúquer
- Riola
- Sollana
- Sueca